# Llançacoets múltiple Teruel
El llançacoets múltiple Teruel és un llançacoets múltiple autopropulsat d'origen espanyol. Dissenyat durant la dècada dels 70 per la Junta para la Investigación y Desarrollo de Cohetes del Ministeri de Defensa d'Espanya va entrar en servei el 1985 i Santa Bárbara Sistemas en va fabricar 14 per l'exèrcit espanyol i 8 per Gabon.
Tot i fer un canvi de munició, per augmentar l'abast dels coets, finalment el Teruel seria donat de baixa l'any 2011 per múltiples motius: limitada capacitat tot-terreny, poc abast dels coets, càrrega explosiva reduïda... En principi havien de ser substituïts pels sistemes estatunidencs MLRS, però finalment es van donar de baixa sense haver-los adquirit, deixant sense llançacoets múltiples a les Forces Armades d'Espanya.

## Característiques
Abans de la dècada dels 70, l'exèrcit espanyol disposava de llançacoets múltiples desenvolupats localment muntats al darrere de camions 6x6: el D-10, amb 10 coets, i l'E-21, amb 21 coets.
Aleshores el govern espanyol va decidir retirar aquests llançacoets obsolets i substituir-los per un model modern, aprofitant la Junta para la Investigación y Desarrollo de Cohetes, en català Junta per la Investigació i Desenvolupament de Coets.

### Blindatge i xassís
El Teruel es va basar en el camió Pegaso 3055, de fabricació espanyola, un camió 6x6 amb capacitats camp a través que ja es feia servir en grans quantitats, ja fos per arrossegar artilleria o per portar material. Per fer-lo servir amb el llançacoets múltiple desenvolupat la cabina es va haver de blindar per evitar que s'incendiés durant la ignició dels coets, alhora que protegia la tripulació contra metralla i armes lleugeres.
Al sostre del copilot s'hi va col·locar una escotilla on s'hi podia muntar una metralladora de 7,62 mm. Al xassís també s'hi van muntar 4 estabilitzadors que s'abatien per control remot quan el sistema disparava per millorar-ne la precisió: dos al darrere de l'eix frontal i dos al darrere de tot del vehicle.
Un dels principals problemes era emmascarar el vehicle, ja que les seves grans dimensions el feien fàcilment localitzable, per això disposava d'una xarxa mimètica que es fixava a terra i trencava la silueta, tot i que quan disparés revelés la posició.

### Armament
La llançadora té una elevació que va des dels 0° fins als 55º i que té un gir transversal de 240º. Els coets no disposaven de guiatge i originalment hi havia els Teruel-2, amb un abast de 18,5 km. El 2006 serien substituïts pels MC-25, fabricats per Expal amb la col·laboració de la Universitat Politècnica de Madrid amb un abast entre els 6.000 i els 28.000 m. Els projectils es podien equipar amb diferents caps de guerra, entre els quals:
- Alt explosiu/fragmentació.

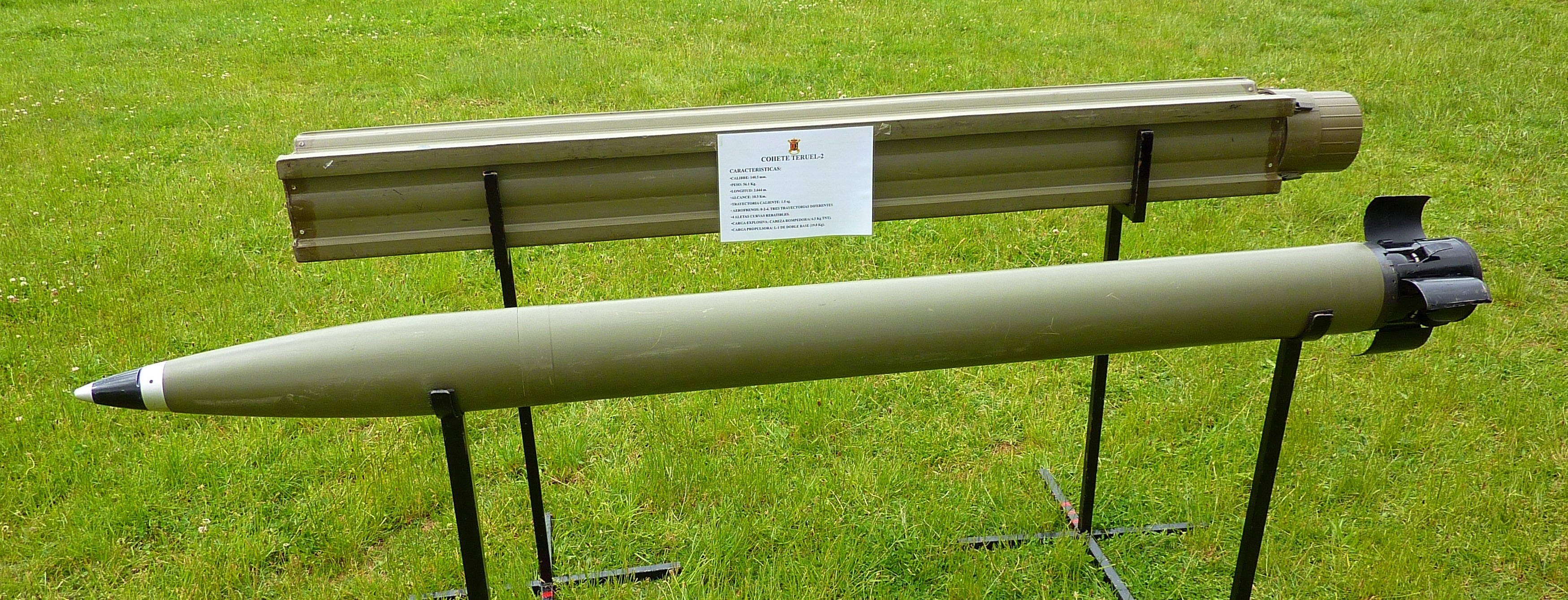
Fotografia d'un coet Teruel-2, amb un cap trencador de 6,3 kg d'explosiu TNT i un abast de 18,5 km.

- Bomba de dispersió antipersonal, 42 submunicions explosives contra infanteria.
- Bomba de dispersió antitanc, equipats amb 28 submunicions de càrrega HEAT, dissenyades específicament per atacar la part alta i vulnerable dels vehicles blindats. Teòricament les bombes podien perforar fins a 100 mm de blindatge convencional.
- Mines, projectils que dispersaven mines a una gran àrea.
- Fumígens, projectils carregats amb mescles que produïen una gran fumerada.

Un cop disparats els coets, que es podien llançar en menys d'un minut en una sola ràfega, després s'havia de recarregar durant 35 minuts.

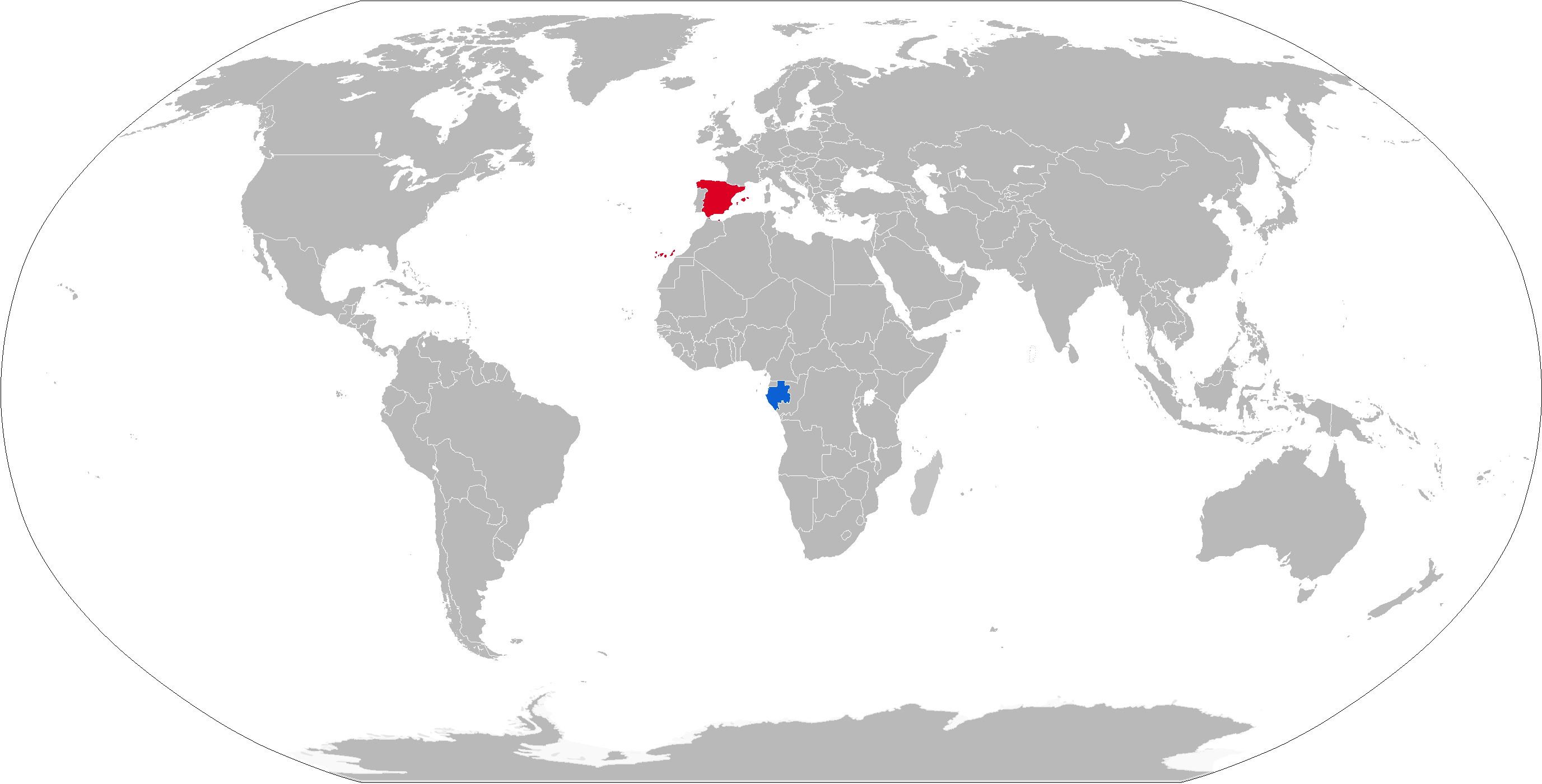
Mapa dels operadors en blau del llançacoets múltiple Teruel.

## Operadors
El primer client del llançacoets Teruel va ser l'exèrcit espanyol i, tot i que es va oferir al mercat internacional, només el Gabon en va adquirir.
- Exèrcit de Terra espanyol. 12 llançadors i 2 exemplars de prova. Es van assignar, entre 1987 i 2011 a dues bateries del Regimiento de Artillería Lanzacohetes de Campaña (RALCA) número 62 d'Astorga (Lleó).[8]
- Guàrdia presidencial de Gabon. 8 llançadors.[2]